# 静円寺
静円寺（じょうえんじ）は、神奈川県横須賀市田浦町にある日蓮宗の寺院。山号は妙法山。古くは浄円寺と呼ばれた。旧本山は衣笠大明寺（六条門流）、奠師法縁（奠統会）。

## 歴史
天文5年（1536年）開基を石川清右衛門、開山に法泉院日保（永禄10年（1567年）没）で開創。江戸時代に無住寺となるが、明治37年（1904年）真妙院日運が再興した。

## 境内
- 本堂　大正12年（1923年）に関東大震災で大破し大正14年（1925年）までに修理されたもの[2]。
- 轢死者供養の塔　関東大震災の沼間トンネル崩落事故の供養塔。大正13年（1924年）別の場所にある殃死者群霊宝塔とともに建立。